# Пам'ятники Лубен
У сучасних Лубнах встановлено доволі багато пам'ятників і пам'ятних знаків.
Значною подією в житті Лубен стало святкування 1000-ліття міста у 1988 році (за радянських часів) — до цієї дати не лише впорядковувалось місто, в тому числі існуючі пам'ятники, а й було приурочено спорудження 2 найвеличніших монументів міста, присвячених са́ме цій знаменній даті, щоправда вони вийшли тематично тотожними й спільно безособовими.
Ще однією особливістю пам'ятників Лубен є те, що в наш час це славне своєю історією українське козацьке місто нагадує справжній «заповідник» вшанування «ідеологічно правильних» радянських військових і політичних діячів (пам'ятник С. М. Кірову, В. І. Чапаєву (демонтовані), стела на честь 50-річчя Комсомолу)
Низка пам'ятників Лубен, як і в інших містах традиційно, містяться в або біля міських парків і скверів (Міський парк, Дитячий ПКіВ імені Олеся Донченка, сквер імені Тараса Шевченка). Деякі з лубенських пам'ятників, як пам'ятник Олександру Пушкіну, в незадовільному стані.
За незалежності України (1990—2000-ні рр.) в Лубнах з'явилися лише «обов'язкові» меморіали і пам'ятні знаки — меморіал ліквідаторам аварії на Чорнобильській АЕС, пам'ятний знак загиблим лубенцям у війні в Афганістані тощо.
| Назва                                                             | Рік встановлення | Розташування                                                                                                 | Фото | Короткі відомості |
| Воїнам-афганцям, пам'ятний знак                                   |                  | по вулиці Ярослава Мудрого, перед госпіталем для ветеранів ВВВ                                               |      | Встановлено |
| Воїнам 337-ї стрілецької дивізії, пам'ятний знак                  | 1974             | по вулиці Ярослава Мудрого, навпроти ЗОШ № 1                                                                 |      | Встановлено радянською владою у 1974 році на честь вояків 337-ї стрілецької дивізії, що брала участь у відвоюванні Лубен радянськими військами у німців під час Другої Світової війни 18 вересня 1943 року.                                            |
| «Дівчинка з голубами», паркова скульптура                         |                  | біля літнього концертного майданчика у Лубенському дитячому парку культури і відпочинку імені Олеся Донченка |      | |
| Лубенцям-учасникам ліквідації аварії на ЧАЕС, меморіал            |                  | на розі вулиці Монастирської та тупику вул. Монастирської біля міського парку                                |      | |
| Олександру Пушкіну                                                | 1987             | наприкінці вулиці Пушкіну перед пішим спуском (сходами) до Сули                                              |      | Пам'ятник російському поетові Олександру Пушкіну відкрито 1987 року. Автори — скульптор В. І. Семенюта, архітектор Вол. І. Семенюта. Станом на літо 2009 року пам'ятник у незадовільному стані.                                                        |
| Тисячоліттю заснування міста                                      | 1988             | на початку вулиці Ярослава Мудрого на розі з вулицею Володимирською                                          |      | Встановлено з нагоди святкувань 1000-ліття міста Лубен (1988 рік) |
| Тисячоліттю Лубен, монумент                                       | 1988             | на Володимирському майдані                                                                                   |      | Встановлено з нагоди святкувань 1000-ліття міста Лубен (1988 рік). Автори — скульптор А. В. Кущ та архітектори М. Й. і О. М. Барановські, В. Г. Штолько.                                                                                               |
| Бійцям-в'язням німецько-фашистського концтабору, пам'ятний камінь |                  | біля ЗОШ № 10                                                                                                |      | Встановлено на місці влаштування гітлерівцями в 1941—42 роках концтабору для вояків Червоної армії |
| Тарасові Шевченку                                                 | 1964, 2014       | у сквері Тараса Шевченка по вулиці Володимирській                                                            |      | Споруджено на честь 150-річчя від народження видатного українського поета Т. Г. Шевченка 1964 року. До 200-річчя великого Кобзаря (2014) пам'ятник було реконструйовано, внаслідок чого він набув фактично нового вигляду.                             |
| Юним героям                                                       |                  | у центрі Лубенського дитячого парку культури і відпочинку імені Олеся Донченка                               |      | Пам'ятник юнакам Борі Гайдаю, Вані Сацькому і Толі Буценку, які загинули в боротьбі проти німців, здійснивши в січні 1943 р. диверсію в залізничному депо, було встановлено радянською владою 1959 року. Автори — Є. Горбань та архітектор С. Кілессо. |
| на честь 50-річчя Комсомолу, стела                                |                  | Покинутий «Молодіжний парк» справа від міського стадіону перед спуском до Сули по вул. Я. Мудрого            |      | |

## Колишні пам'ятники
| Назва                   | Дата встановлення | Дата знесення  | Розташування                                                   | Фото | Короткі відомості |
| Сергію Кірову, погруддя |                   | 22 лютого 2014 | у скверику на Володимирському майдані                          |      | |
| Володимиру Леніну       | 1971              | 22 лютого 2014 | у міському парку на розі вулиць Володимирської та Г. Тютюнника |      | На початку Лубенського центрального міського парку (тоді Парк Леніна) було відкрито 1971 року. Автори — скульптор П. Отапенко та архітектори А. Кулішов |
| Чапаєву Василю          |                   | 2021           | наприкінці вулиці Ягідної                                      |      | |